# Gliese 436 b
Gliese 436 b (Gl 436 b) è un pianeta extrasolare delle dimensioni di Nettuno che orbita attorno alla stella Gliese 436, una nana rossa distante circa 30 anni luce dalla Terra.
Scoperto nel 2004 è stato uno dei primi pianeti di quelle dimensioni ad essere individuato al di fuori del nostro sistema solare. Al tempo della scoperta era il più piccolo pianeta conosciuto che transitava davanti alla propria stella, e fu il primo nettuniano caldo di cui si osservò un transito.
Il 31 dicembre 2013 la NASA ha annunciato che tramile l'Hubble Space Telescope per la prima volta sono state individuate delle nuvole nelle atmosfere di esopianeti, nello specifico nei pianeti Gliese 1214 b e Gliese 436 b.

## Scoperta
Gliese 436 b è stato scoperto nel 2004 dai team di ricerca di Paul Butler (Carnegie Institute of Washington) e Geoffrey Marcy (Università della California - Berkeley). Insieme a 55 Cancri e fu il primo di una nuova classe di pianeti extrasolari, quelli di dimensioni simili a Nettuno.
Nel 2007 fu osservato un transito del pianeta sulla propria stella. Grazie al transito fu possibile determinare il raggio e la massa di Gliese 436 b.
Uno studio del 2017 ha osservato che oltre alla sua enorme nube di gas, Gliese 436b è caratterizzato da un’orbita polare: il pianeta passa quasi esattamente sopra i poli stellari, anziché orbitare intorno al piano equatoriale.

## Caratteristiche fisiche

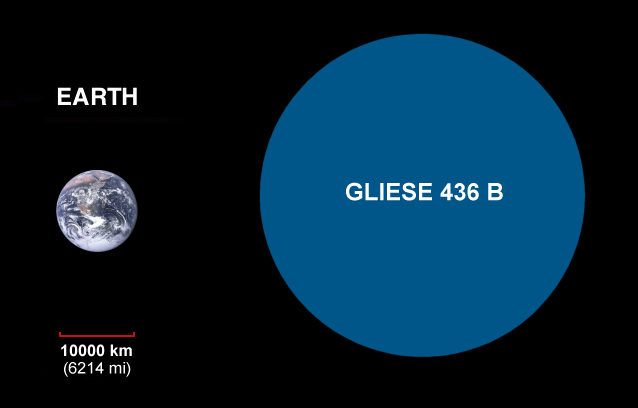
Comparazione delle dimensioni di Gliese 436 b con la Terra

Il pianeta impiega solamente 2 giorni e 15 ore circa per compiere un'orbita attorno a Gliese 436, con una lunga scia di atomi di idrogeno evaporati dall’intensa radiazione stellare. La temperatura superficiale è stata stimata durante il suo passaggio dietro la stella in 712 K (439° C). Questa temperatura è significativamente più alta di quella causata esclusivamente dal riscaldamento della propria stella, ciò significa che Gliese 436 b è anche sottoposto a un riscaldamento mareale causato dall'eccentricità della sua orbita.
Molto probabilmente il pianeta è costituito da "ghiaccio caldo" in varie forme esotiche ad alta pressione, in cui il ghiaccio rimane solido, nonostante l'alta temperatura, a causa della gravità del pianeta. Al fine di accordarsi al raggio osservato, è probabile che al di sopra del ghiaccio caldo esista una strato di idrogeno e elio che ammonterebbe al 10% circa della massa.

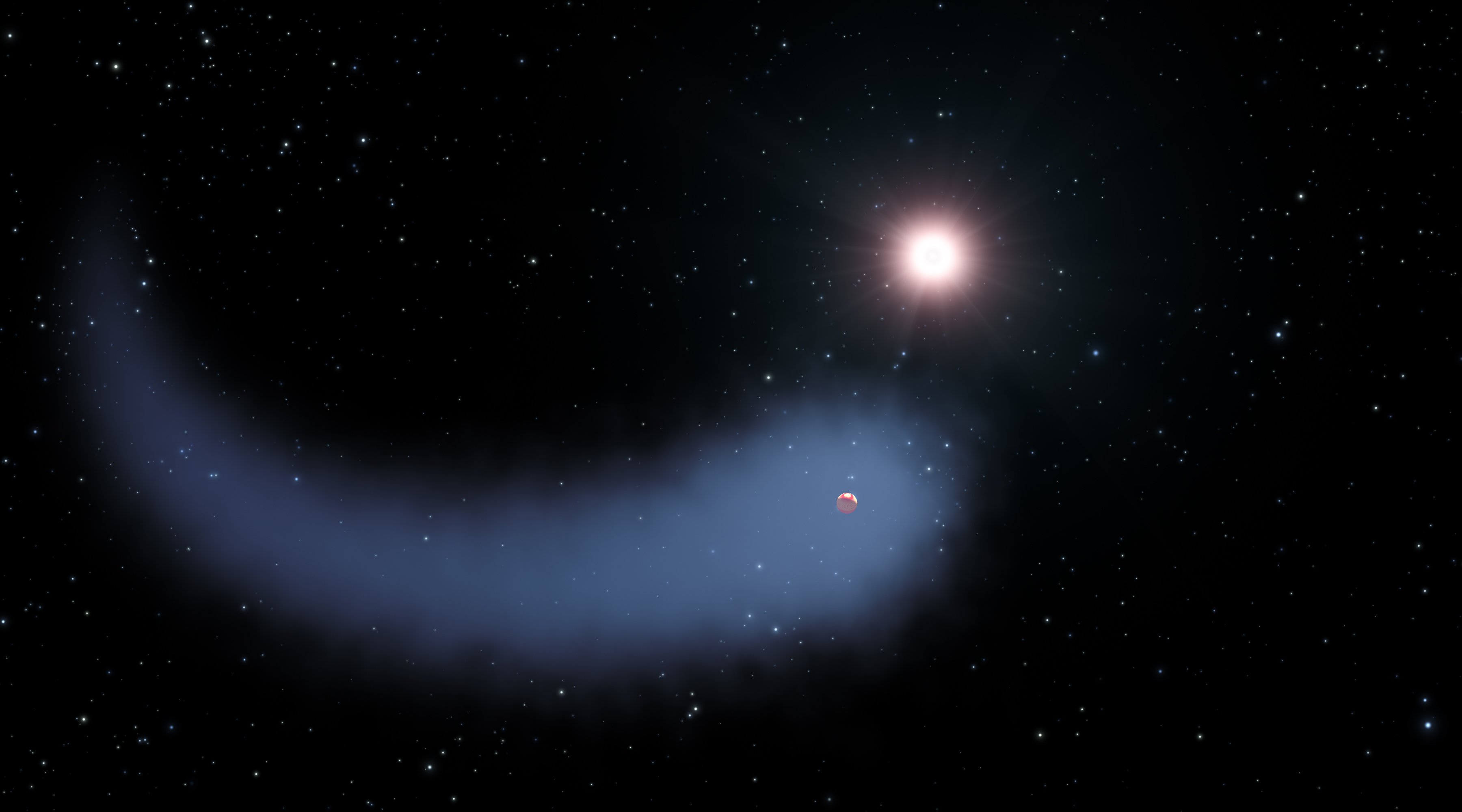
Una rappresentazione artistica della coda di Idrogeno di Gliese 436 b